# Wyspy Królowej Adelajdy
Wyspy Królowej Adelajdy (hiszp. Archipiélago Reina Adelaida) – archipelag w południowej części Chile, w regionie Magallanes. Ważniejsze wyspy archipelagu to: Pacheco, Contreras, Ramirez, Cochrane, Juan Guillermo oraz grupa wysp Rennell.
Wyspy odkrył w 1520 Ferdynand Magellan, który pokonał wówczas cieśninę, noszącą obecnie jego imię. Wyspy Królowej Adelajdy leżą w miejscu, gdzie Cieśnina Magellana łączy się z wodami Oceanu Spokojnego.